# Инцидент с красным флагом
Инцидент с красным флагом (яп. 赤旗事件, あかはたじけん, «акахата дзикен»; 22 июня 1908) — случай подавления социалистов и анархистов в Японской империи в конце периода Мэйдзи.

## Краткие сведения
22 июня 1908 года японские социалисты устроили празднование по случаю выхода из тюрьмы своего коллеги Ямагути Кокэн (山口 孤剣) в кинотеатре Кинкикан района Канда в Токио. Полиция приостановила этот празднование и празднующие переместились на улицу. Социалисты выставили для показа правым парламентариям красный флаг с белой надписью «анархо-коммунизм» и принялись петь «Интернационал». На неоднократные просьбы полиции прекратить демонстрацию празднующие, то сворачивали флаг, то поднимали его снова, когда полицейские отходили. В результате игнорирования предупреждений 15 человек были арестованы.
В полиции этот случай представили как масштабный антиправительственный митинг, за который анархо-социалист Сакаэ Осуги (大杉 栄) получил 2,5 года заключения, Сакаи Тосихико (堺 利彦) и Ямакава Хитоси (山川 均) — 2 года, а Арахата Кансон (荒畑 寒村) — 1,5 года. Среди арестованных была и первая японская революционерка Канно Суга.